# Palacio de Laguna de Contreras
El palacio de Laguna de Contreras, que se levanta en la margen derecha del arroyo de la Hoz, en la localidad de Laguna de Contreras, es un palacio-fuerte cisterciense del siglo XIII, único ejemplo de arquitectura civil del estilo Císter en la provincia de Segovia (Castilla y León, España). Fue declarado bien de interés cultural el 28 de febrero de 2022.

## Historia
En 1130 Alfonso VII el Emperador concedió al obispo Pedro de Agén «ecclesiam beati Petri de Revenga cum ea villa que justa est sita Lagunellas», las áreas húmedas de las conocidas como Lagunillas y los límites de su territorio con sus montañas, prados y fuentes, solares, molinos, pescados y árboles frutales, así como los terrenos áridos, que es la actual villa de Laguna de Contreras. Se incluía en la confirmación de la cesión la iglesia de San Pedro el Vengador con casa de campo y monasterio.
Lagunillas contaba con un concejo y una fortaleza en el centro, gobernada ésta por un alcaide. Ambos cargos, civil y militar, eran nombrados por el obispo, señor de la villa. Gracias al proceso de toma de soberanía por el cabildo de la catedral de Segovia con ocasión de sede vacante se conoce algo de la fortaleza que ha llegado en ruinas hasta la actualidad.
La localidad permaneció en poder de la mitra segoviana hasta finales del siglo XVI, en que pasaría a manos de la familia Suárez de la Concha. En 1623 ya constaba como titularidad de Luis Jerónimo de Contreras y Velázquez de Cuéllar, posterior Vizconde de Laguna de Contreras, que dio lugar a la actual denominación de la localidad.

## Descripción

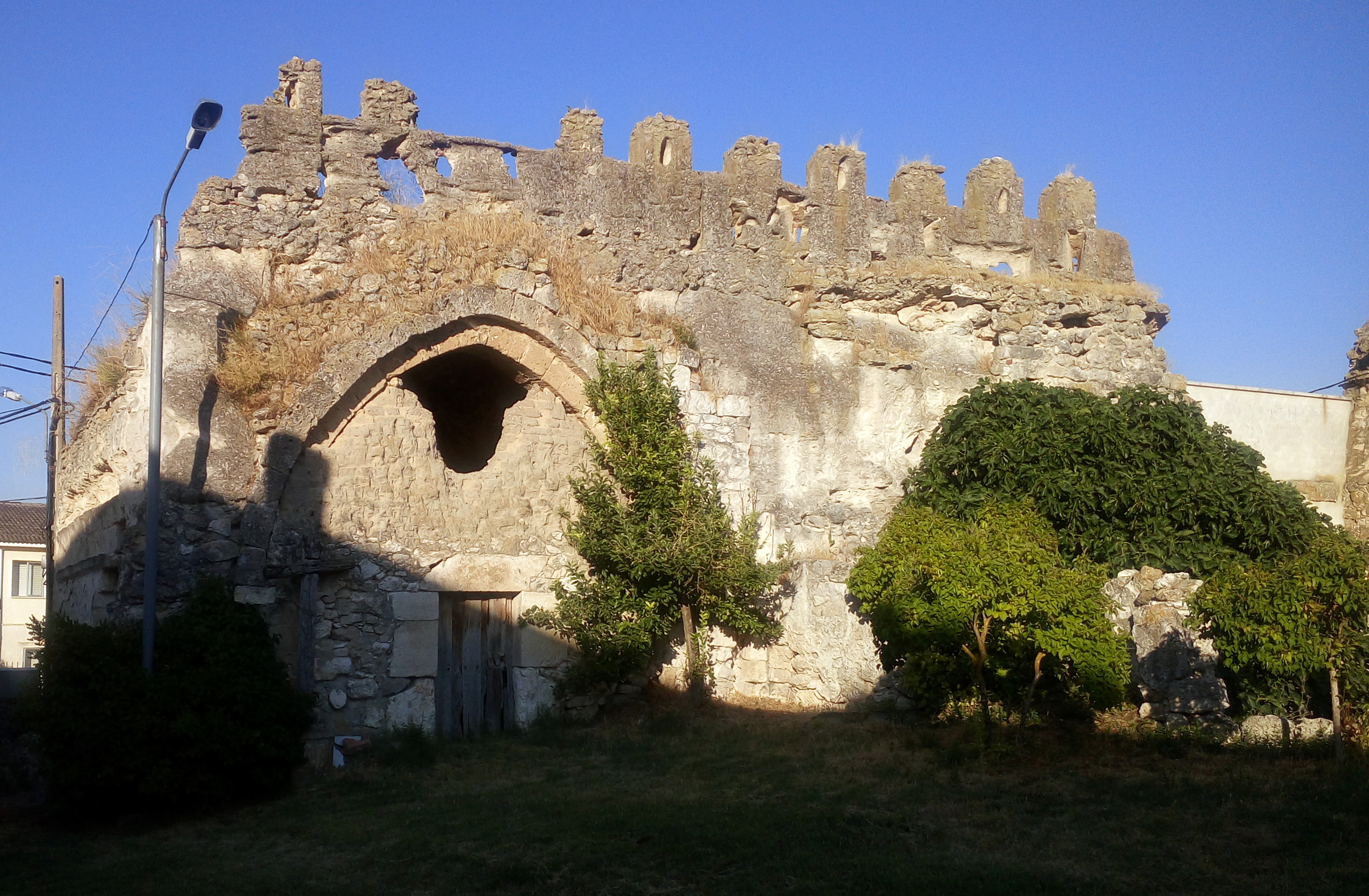
Vista del arco apuntado de los restos del ábside

Se trata de un conjunto compuesto de restos de una fortaleza y capilla, rodeado en origen por una cerca de mampostería y tapial de planta rectangular que en la actualidad se encuentra casi desaparecida. En el siglo XVIII se construyó la iglesia dedicada a la Asunción de Nuestra Señora que no forma parte de la fortaleza pero se encuentra en sus inmediaciones.
La documentación del siglo XVI permite recrear a grandes rasgos el aspecto de la fortaleza en aquel momento. Constaba de una cerca construida de piedra y tapial, provista de camino de ronda y almenas. En una esquina había una garita. La cerca encerraba un espacio rectangular, con los lados cortos a saliente y poniente. La puerta se abría al este y en la parte alta había unas camarillas.
Vecina a la puerta estaba la iglesia y adosada una torre, con pisos de madera, escalera del mismo material y suelos de barro. Una segunda torre estaba en el lado opuesto. De ella se dice que era de cal y canto, con los suelos igualmente de barro.
Varias cámaras, una de ellas con chimenea, componían la “casa” de la fortaleza. Complementaban esta las trojes y los establos. A poniente se encontraba una amplia huerta, delimitada por los lados norte, sur y occidental por una muralla almenada.
En la actualidad este conjunto, que ha sido objeto de diversas intervenciones de adaptación a un uso residencial con viviendas privadas, se encuentra muy modificado conservándose los restos de la cerca o muralla, de mampostería en la parte baja, tres o cuatro metros, y de tapial en la parte alta, con almenas. La puerta de ingreso se abre mediante arco rebajado resultado de una reforma del siglo XVI. Hacia la derecha sobresale el ábside cuadrado de la iglesia.
Entre los edificios singulares que conforman este conjunto, destaca la antigua iglesia que hoy se la conoce como Capilla de las Ánimas, de la que solo resta el ábside y el arranque de las paredes laterales. El ábside es una estructura rectangular, que arranca de un arco doblado y apuntado de sillería. Al interior, la bóveda de lajas y medio cañón apuntado puede fecharse en el siglo XIII. La cornisa sobre la que apoya, biselada, y los sencillos canecillos del exterior, sin ninguna decoración figurada, corroboran la data.
La casona de los Contreras se extiende a lo largo de buena parte de la muralla meridional, desde el punto en que comenzaba la huerta hasta casi el ángulo noroeste de la misma. Se aprovechó la muralla en toda su altura. Consta de dos plantas, la planta baja de mampostería y la alta de tapial. En ésta se abren tres grandes ventanales, con dinteles de ladrillo y sobresalientes rejas, que conservan la carpintería antigua. En la planta baja se han abierto algunas ventanas y una puerta. La fachada hacia el interior del recinto de mampostería con los huecos recercados de ladrillo, se levantó por completo en el siglo XVII.